# Poreč
Poreč (italijansko Parenzo, latinsko Parens ali Parentium) je istrsko turistično mesto in pristanišče na Hrvaškem z okoli 9000 prebivalci (2021), sedež istoimenske mestne občine (hrvaško Grad Poreč) s 16.607 prebivalci (po popisu 2021), ki upravno spada v Istrsko županijo, ter sedež Poreško-puljske rimskokatoliške škofije, ki obsega večino ozemlja (hrvaške) Istre. Poreč je ena od občin, kjer živi slovenska manjšina v Istri.
Poreč ima blago sredozemsko podnebje in je zaradi velikega števila plaž, slikovitosti starega mesta in bližnje okolice, kulturnozgodovinskih spomenikov, turističnih naselij in kampov eno izmed največjih istrskih turističnih središč ob vzhodni obali jadranskega morja.

## Zgodovina
Mesto je bilo ustanovljeno pred 25 stoletji. V 2. stol. pr. n. št. je postalo rimski castrum, malo kasneje municipium, v 1. stol. pa kolonija. Za Rimljani so v Poreču vladali Goti, Bizantinci in Franki. V srednjem veku je Poreč izoblikoval lastno komunalno samoupravo, nato pa je Poreč, kot prvi med istrskimi mesti, moral leta 1267 priznati oblast Beneške republike, ki je trajala do njene ukinitve leta 1797.
Po propadu Benetk je Poreč za kratek čas spadal pod habsburško Sveto rimsko cesarstvo, nato pod Napoleonovo Francijo in je bil sprva del Napoleonovega Italijanskega kraljestva, od leta 1809 pa Ilirskih provinc.
Po Napoleonovem porazu v Rusiji in dokončno pri Waterloo-ju je Istra po določbah Dunajskega kongresa ostala pod avstrijsko nadoblastjo. Poreč je odtlej spadal pod Avstrijsko primorje oziroma Deželo Istro, katere deželni zbor je imel sedež prav v Poreču.
Z razpadom Avstro-ogrske monarhije ob koncu prve svetovne vojne leta 1918 in po podpisu mirovne pogodbe v Rapallu novembra 1920 je bila celotna Istra priključena kraljevini Italiji, vse do njene kapitulacije leta 1943. Do konca druge svetovne vojne je bila del okupacijske operativne cone Jadransko primorje (Adriatisches Küstenland) Wermachta, vojaških enot Tretjega rajha. Po vojni je pripadel SFR Jugoslaviji, po njenem razpadu in razglasitvi neodvisnosti republike Hrvaške pa je hrvaško obalno mesto.
Med letoma 1902 in 1935 je ozkotirna železniška proga Porečanka mesto povezovala s Trstom.

## Znamenitosti
Med številnimi ostanki bogate in burne preteklosti je najpomembnejša slovita Evfrazijeva bazilika, vrhunsko delo bizantinske umetnosti, s prekrasnimi mozaiki, ki jih upravičeno uvrščajo med z najlepše v Evropi. Baziliko je dal v 6. stol. zgraditi poreški škof Evfrazij.
Muzej tako imenovane Poreštine so uredili v palači Sinčić, ki je bila zgrajena v 17. stoletju. Muzej hrani zanimive zbirke iz prazgodovine, antičnega in srednjeveškega obdobja, ter zbirko materialov iz NOB.

## Arhitekturne posebnosti
- Romanička kuća
- Okrugla kula
- Kuća dva sveca

## Demografija
| Pregled števila prebivalcev po letih | Pregled števila prebivalcev po letih | Pregled števila prebivalcev po letih | Pregled števila prebivalcev po letih | Pregled števila prebivalcev po letih | Pregled števila prebivalcev po letih | Pregled števila prebivalcev po letih | Pregled števila prebivalcev po letih | Pregled števila prebivalcev po letih | Pregled števila prebivalcev po letih | Pregled števila prebivalcev po letih | Pregled števila prebivalcev po letih | Pregled števila prebivalcev po letih | Pregled števila prebivalcev po letih | Pregled števila prebivalcev po letih | Pregled števila prebivalcev po letih | Pregled števila prebivalcev po letih |
| ------------------------------------ | ------------------------------------ | ------------------------------------ | ------------------------------------ | ------------------------------------ | ------------------------------------ | ------------------------------------ | ------------------------------------ | ------------------------------------ | ------------------------------------ | ------------------------------------ | ------------------------------------ | ------------------------------------ | ------------------------------------ | ------------------------------------ | ------------------------------------ | ------------------------------------ |
| 1857                                 | 1869                                 | 1880                                 | 1890                                 | 1900                                 | 1910                                 | 1921                                 | 1931                                 | 1948                                 | 1953                                 | 1961                                 | 1971                                 | 1981                                 | 1991                                 | 2001                                 | 2011                                 | 2021                                 |
| 2461                                 | 2712                                 | 3094                                 | 3461                                 | 3968                                 | 4854                                 | 4501                                 | 4773                                 | 3166                                 | 2833                                 | 3305                                 | 4713                                 | 7376                                 | 9250                                 | 10448                                | 9790                                 | 8841                                 |